# Jakub Słowik
Jakub Słowik (Nowy Sącz, 1991. augusztus 31. –) lengyel válogatott labdarúgó.

## Klub
A labdarúgást a SSA Jagiellonia Białystok csapatában kezdte. 2015 és 2017 között a MKS Pogoń Szczecin csapatában játszott. 2017-ben a WKS Śląsk Wrocław csapatához szerződött. 2019-ben a Vegalta Sendai csapatához szerződött.

## Nemzeti válogatott
2013-ban debütált a lengyel válogatottban.

## Statisztika
| Lengyel válogatott | Lengyel válogatott | Lengyel válogatott |
| Időszak            | Mérk.              | gól                |
| ------------------ | ------------------ | ------------------ |
| 2013               | 1                  | 0                  |
| Összesen           | 1                  | 0                  |